# Club Balonmano Ademar León
El Club Balonmano Ademar León, conocido por razones de patrocinio como Abanca Ademar de León, es un equipo de balonmano de la ciudad de León (España). Actualmente disputa la Liga Asobal.
El Club Deportivo Ademar León se fundó en 1956 a partir de la iniciativa de un grupo de jugadores del Colegio Marista San José, que acabada su etapa de bachiller y su vinculación con el colegio, y decidieron continuar con su actividad. 
Fue este grupo de jugadores quien creó, con apoyo y dependencia del Colegio Maristas, un club de balonmano para participar en competiciones oficiales por encima de los campeonatos escolares: La Asociación de Exalumnos Maristas.

## Plantilla 2024-25

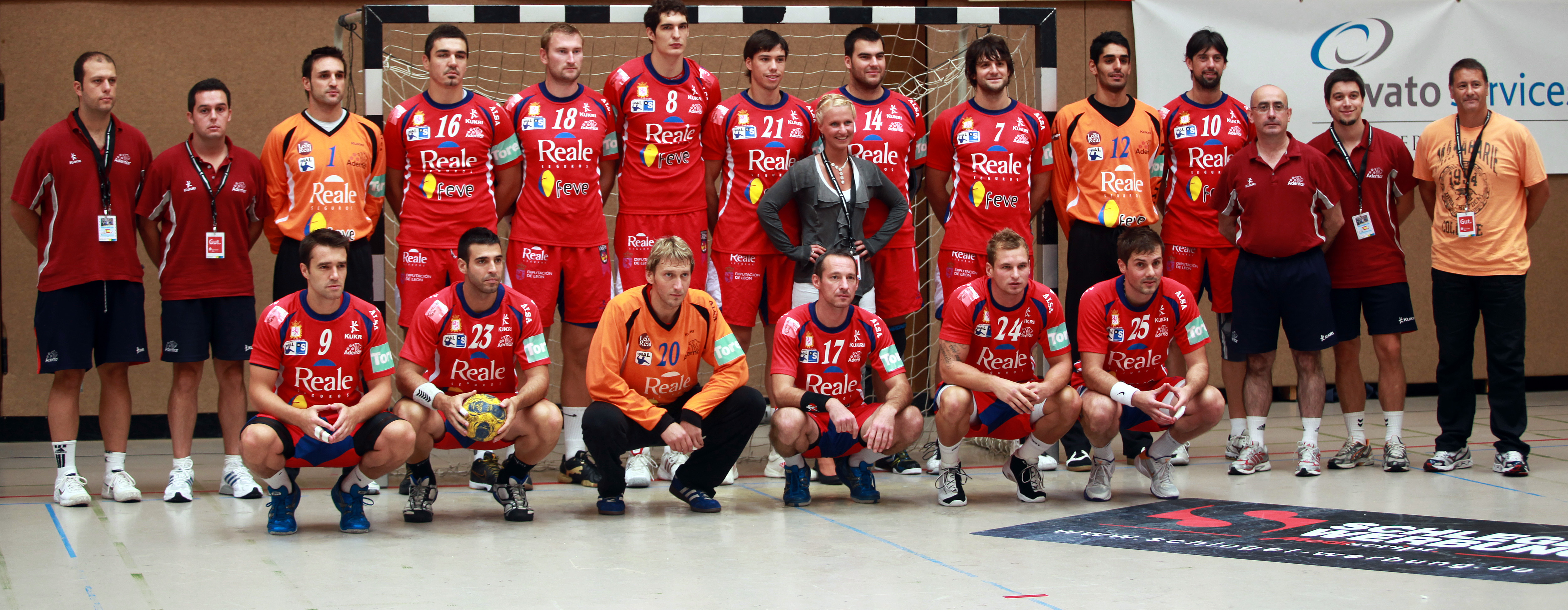
El Ademar León en la Schlecker Cup de 2010.

|  | Porteros - 01 Saeid Barkhordari - 16 Álvaro Pérez - 98 Marcos García Extremos izquierdos - 08 Darío Sanz - 14 Sergio Sánchez - 21 Raúl García Extremos derechos - 04 Carlos Álvarez - 17 Álvaro Duarte Pívots - 13 Rubén Rozada - 33 Alberto Martín - 34 Ivan Popović - 73 Rodrigo Benites Quost | Laterales izquierdos - 02 Oscar Daniel Lindqvist - 23 Álex Lodos - 24 Marwan Mohamed Centrales - 03 Javier Miñambres - 09 Adrián Fernández - 10 Rodrigo Pérez Arce Laterales derechos - 07 Patryk Wasiak - 37 Álvaro Fernández - 66 Eduardo Fernández |

### Cuerpo técnico
- Entrenador: Dani Gordo
- Segundo entrenador: Luis Puertas
- Delegado: Pablo Castro
- Técnico adjunto: Raúl García
- Médica: Belén Gutiérrez, Miguel Heredero
- Fisioterapeuta: Jorge Fernández
- Utillero: Miguel García

## Palmarés

### Torneos internacionales
| Competición            | Títulos           | Subcampeonatos    |
| ---------------------- | ----------------- | ----------------- |
| Recopa de Europa (2/2) | 1998-99, 2004-05. | 2000-01, 2006-07. |

### Torneos nacionales
| Competición               | Títulos           | Subcampeonatos                                        |
| ------------------------- | ----------------- | ----------------------------------------------------- |
| Liga Asobal (1/5)         | 2000-01.          | 1996-97, 1998-99, 2016-17, 2017-18, 2019-20.          |
| Copa del Rey (1/4)        | 2001-02.          | 2006-07, 2009-10, 2020-21, 2024-25.                   |
| Copa Asobal (2/6)         | 1998-99, 2008-09. | 1996-97, 1997-98, 2007-08, 2011-12, 2017-18, 2022-23. |
| Supercopa de España (0/3) |                   | 2001-02, 2002-03, 2021-22.                            |

## Historial desde 1980
| Temporada | Categoría                   | Posición                  | Comp. Europea                                       | Copa del Rey | Copa Asobal | Otros                      |
| --------- | --------------------------- | ------------------------- | --------------------------------------------------- | ------------ | ----------- | -------------------------- |
| 1980/81   | Primera División Nacional   | 2.º (Gr.B)                | -                                                   | -            | -           | -                          |
| 1981/82   | Primera División Nacional   | 1.º (Gr.3) (Asciende)     | -                                                   | -            | -           | -                          |
| 1982/83   | División de Honor           | 13.º (desciende)          | -                                                   | -            | -           | -                          |
| 1983/84   | Primera División Nacional   | 2.º (Gr.B)                | -                                                   | -            | -           | -                          |
| 1984/85   | Primera División Nacional   | 1.º (Gr.1) (Asciende)     | -                                                   | -            | -           | -                          |
| 1985/86   | División de Honor           | 12.º (Desciende)          | -                                                   | -            | -           | -                          |
| 1986/87   | Primera División Nacional   | 7.º (Gr.A1)               | -                                                   | -            | -           | -                          |
| 1987/88   | Primera División Nacional   | 12.º (Gr.1)               | -                                                   | -            | -           | -                          |
| 1988/89   | Primera División Nacional   | 10.º (Gr.A) (Desciende)   | -                                                   | -            | -           | -                          |
| 1989/90   | Primera División Nacional B | 2.º (F. Final) (Asciende) | -                                                   | -            | -           | -                          |
| 1990/91   | Primera División Nacional   | 4.º                       | -                                                   | -            | -           | -                          |
| 1991/92   | Primera División Nacional   | 3.º                       | -                                                   | -            | -           | -                          |
| 1992/93   | Primera División Nacional   | 3.º                       | -                                                   | -            | -           | -                          |
| 1993/94   | Primera División Nacional   | 1.º (Asciende)            | -                                                   | -            | -           | -                          |
| 1994/95   | Liga ASOBAL                 | 12.º                      | -                                                   | -            | -           | -                          |
| 1995/96   | Liga ASOBAL                 | 6.º                       | -                                                   | 3.º          | 1/2         | -                          |
| 1996/97   | Liga ASOBAL                 | 2.º                       | 1/4 City Cup                                        | 3.º          | 2.º         | -                          |
| 1997/98   | Liga ASOBAL                 | 3.º                       | 1/4 Champions                                       | 3.º          | 2.º         | -                          |
| 1998/99   | Liga ASOBAL                 | 2.º                       | 1º Recopa                                           | 4.º          | 1º          | -                          |
| 1999/00   | Liga ASOBAL                 | 3.º                       | 1/4 Champions                                       | 2.º          | 1/2         | -                          |
| 2000/01   | Liga ASOBAL                 | 1º                        | 2.º Recopa                                          | 1/4          | 1/2         | -                          |
| 2001/02   | Liga ASOBAL                 | 3.º                       | 1/4 Champions                                       | 1º           | 1/2         | -                          |
| 2002/03   | Liga ASOBAL                 | 3.º                       | 1/4 Recopa                                          | 1/4          | -           | -                          |
| 2003/04   | Liga ASOBAL                 | 4.º                       | 1/8 Champions                                       | 1/4          | 1/2         | -                          |
| 2004/05   | Liga ASOBAL                 | 3.º                       | 1º Recopa                                           | 1/2          | -           | -                          |
| 2005/06   | Liga ASOBAL                 | 5.º                       | 1/8 Champions                                       | 1/4          | 1/2         | -                          |
| 2006/07   | Liga ASOBAL                 | 3.º                       | 2.º Recopa                                          | 2.º          | 1/2         | -                          |
| 2007/08   | Liga ASOBAL                 | 3.º                       | 1/8 Champions                                       | 1/4          | 2.º         | Campeón España Juvenil     |
| 2008/09   | Liga ASOBAL                 | 5.º                       | 1/8 Champions                                       | 1/4          | 1º          | Subcampeón España Cadete   |
| 2009/10   | Liga ASOBAL                 | 4.º                       | 1/8 Champions                                       | 2.º          | -           | Ascenso ULE Ademar a DHP   |
| 2010/11   | Liga ASOBAL                 | 3.º                       | 1/4 Copa EHF                                        | 1/4          | 1/2         | Descenso ULE Ademar de DHP |
| 2011/12   | Liga ASOBAL                 | 3.º                       | 1/4 Champions                                       | 1/4          | 2.º         | Campeón España Juvenil     |
| 2012/13   | Liga ASOBAL                 | 4.º                       | 1/8 Champions                                       | 1/4          | 1/2         | Campeón España Cadete      |
| 2013/14   | Liga ASOBAL                 | 5.º                       | Fase de grupos EHF European Cup                     | 1/8          | -           | -                          |
| 2014/15   | Liga ASOBAL                 | 7.º                       | Fase Previa EHF European Cup                        | 1/4          | 1/2         | -                          |
| 2015/16   | Liga ASOBAL                 | 3.º                       |                                                     | 1/2          | 1/2         |                            |
| 2016/17   | Liga ASOBAL                 | 2.º                       | 3.ª ronda EHF European Cup                          | 1/2          | 1/2         | -                          |
| 2017/18   | Liga ASOBAL                 | 2.º                       | Playoff previo a Last16 Liga de Campeones de la EHF | 1/4          | 2.º         | -                          |
| 2018/19   | Liga ASOBAL                 | 4.º                       | Fase de grupos Liga de Campeones de la EHF          | 1/4          | 2.º         | -                          |
| 2019/20   | Liga ASOBAL                 | 2.º                       | Fase de grupos EHF European Cup                     | 2.º          | -           | -                          |
| 2020/21   | Liga ASOBAL                 | 7.º                       | 3.ª ronda EHF European Cup                          | -            | 2.º         | -                          |
| 2021/22   | Liga ASOBAL                 | 7.º                       |                                                     | 1/4          | -           | -                          |
| 2022/23   | Liga ASOBAL                 | 7.º                       |                                                     | 1/2          | 2.º         | -                          |
| 2023/24   | Liga ASOBAL                 | 5.º                       |                                                     | 1/8          | -           | -                          |

## Jugadores históricos
| - Juanín García (máximo goleador de la historia del club con 1057 goles) - Julen Aguinagalde - Mikel Aguirrezabalaga - Ion Belaustegui - Héctor Castresana - Manolo Colón - Alberto Entrerríos - Raúl Entrerríos - Xabier Mikel Rekondo - Rubén Garabaya - Mateo Garralda - Jorge García Vega |  | - Fernando Hernández - José Javier Hombrados - Demetrio Lozano - Viran Morros - Julio Muñoz - Iñaki Ordónez Mañas - Iker Romero - Dani Sarmiento - Óscar Perales - Juancho Pérez - Santiago Urdiales - Carlos Ruesga - José Luis Pérez Canca |  | - Denis Krivochlykov - Danijel Šarić - Mirko Alilovic - Damir Bičanić - Denis Buntic - Venio Losert - Petar Metlicic - Tonči Valčić - Kasper Hvdit - Claus Møller Jakobsen - Martin Straňovský - Uros Zorman - Csaba Bartók - Imre Bíró - Gonzalo Carou |  | - Ivo Díaz - Balazs Laluska - Sigfús Sigurðsson - Dragan Skrbic - Kristian Kjelling - Stian Vatne - Ricardo Costa - Mladen Bojinović - Marko Curuvija - Magnus Andersson - Staffan Olsson - Dalibor Doder - Carlos Lima - Stanislav Demovič - Felipe Borges - Sebastian Simonet - Federico Vieyra |  |

## Entrenadores
- (1965-1966):  Víctor Martínez
- (1975-1980):  Julián López
- (1980-1980):  Eduardo Álvarez del Palacio
- (1980-1982):  Julian López
- (1982-1984):  Miguel Á. Fdez Fidalgo
- (1984-1986):  Julián López
- (1986-1986):  Ramiro García
- (1986-1987):  Arturo Bascones
- (1987-1987):  Julián López
- (1987-1988):  Ricardo de Dios
- (1988-1989):  Julio de Paz
- (1989-1990):  Ricardo de Dios
- (1990-1993):  Juan Muñiz
- (1993-1994):  Pepe Duarte
- (1994-1995):  Jordi Álvaro
- (1995-1995):  Isidoro Martínez
- (1995-2007):  Manolo Cadenas
- (2007-2011):  Jordi Ribera
- (2011-2012):  Isidoro Martínez
- (2012-2013):  Manolo Cadenas
- (2013-2015):  Daniel Gordo
- (2015-2019):  Rafael Guijosa
- (2019-2019):  Diego Dorado
- (2019- act.):  Manolo Cadenas